# Eldorado Business Tower
Eldorado Business Tower – wieżowiec w São Paulo w Brazylii, o wysokości 141 m. Liczący 36 kondygnacji budynek został oddany do użytku w 2007 r.